# Jan Světlík (fotograf)
Jan Světlík (* 21. dubna 1970, Třebíč) je český fotograf a typograf.

## Biografie
Jan Světlík se narodil v roce 1970 v Třebíči, fotograficky se vzdělával na brněnské Lidové škole umění a následně vystudoval Institut tvůrčí fotografie v Opavě. Po roce 1995 začal pracovat v Olomouci jako typograf, pracoval na více než 100 typografických úpravách knih. Navrhl také grafickou úpravu časopisů Aluze nebo Scriptum. Roku 1999 se zúčastnil projektu Lidé Hlučínska a v roce 2004 navrhl novou úpravu časopisu Listy.

## Výstavy

### Kolektivní
- 1989, Kino Panorama, Rosice (spolu s Z. Wykou)
- 1996, Bolatice, Kulturní dům (Lidé Hlučínska, spolu s Tomášem Pospěchem)
- 1996, Národní technické muzeum, Praha (Institut tvůrčí fotografie: 25/5)
- 1996, Centrum kultury Poznania Zamek, Poznaň (Institut tvůrčí fotografie: 25/5)
- 1996, Uniwersytecka Galeria Sztuki Wspólczesnej, Těšín (Institut tvůrčí fotografie: 25/5)
- 1996, Divadlo Jiřího Myrona, Ostrava (Institut tvůrčí fotografie: 25/5)
- 1996, Divadlo Antonína Dvořáka, Ostrava (Institut tvůrčí fotografie: 25/5)
- 1996, Galerie 4 – Galerie fotografie, Cheb (Institut tvůrčí fotografie: 25/5)
- 1998, Bratislava (výstava ITF, Mesiac fotografie)
- 1999, Hať (Lidé Hlučínska)
- 2002, Skleněná louka, Brno (Záloha na výstavu)
- 2006, Galerie Opera, Ostrava (Absolventi Institutu tvůrčí fotografie FPF Slezské univerzity v Opavě 1991–2006
- 2006, Opava (Absolventi Institutu tvůrčí fotografie FPF Slezské univerzity v Opavě 1991–2006)